# راه‌آهن آلاسکا
راه‌آهن آلاسکا (انگلیسی: Alaska Railroad) یک خط راه‌آهن در آلاسکا، ایالات متحده آمریکا است.
این خط که در سال ۱۹۱۴ تأسیس شده دارای ۷۶۰ کیلومتر طول می‌باشد و از شهر سووارد و ویتیر شروع و در شهر فربنکس به پایان می‌رسد.

## نگارخانه

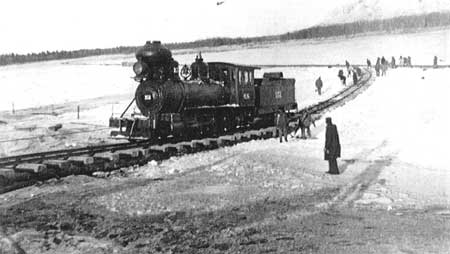
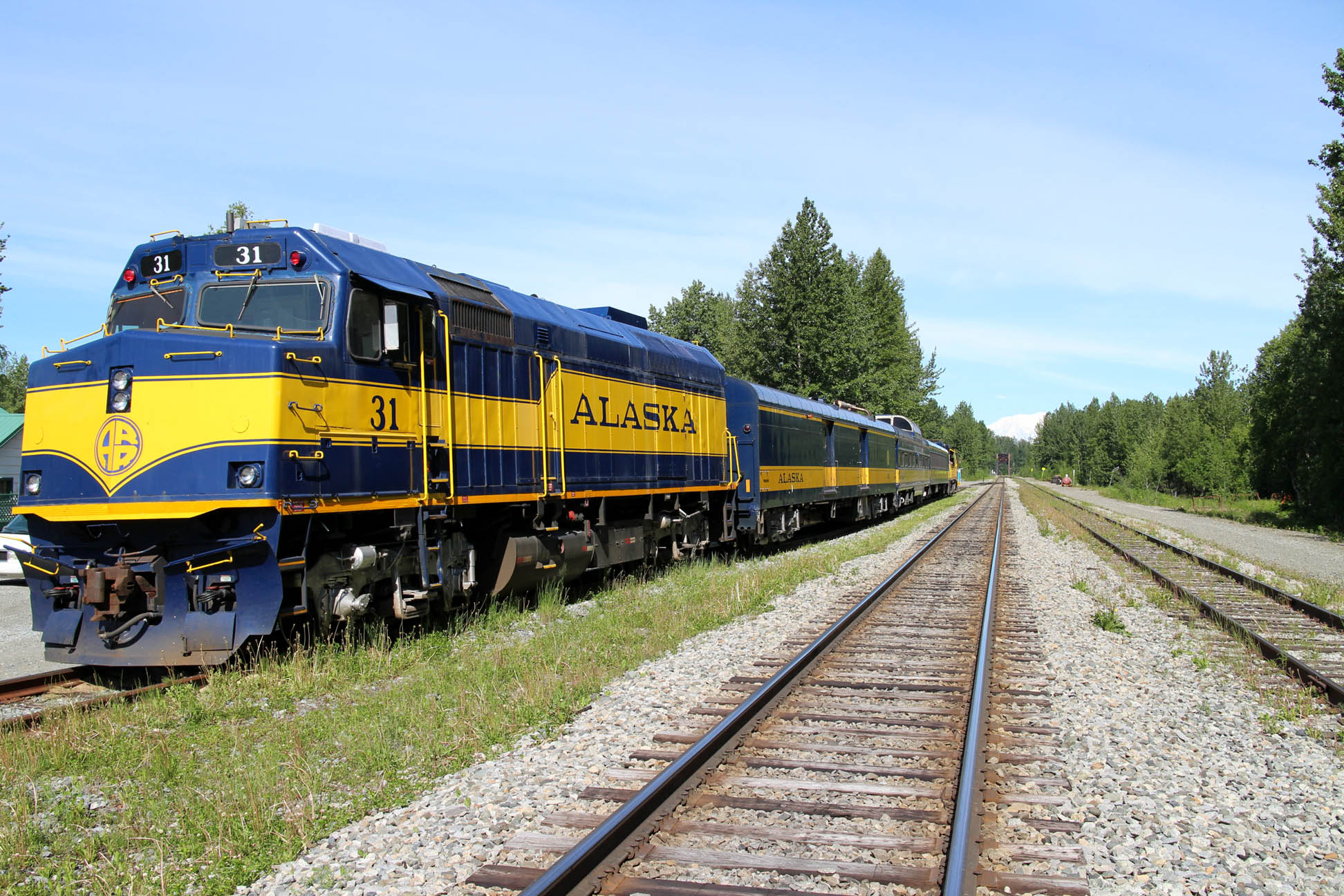
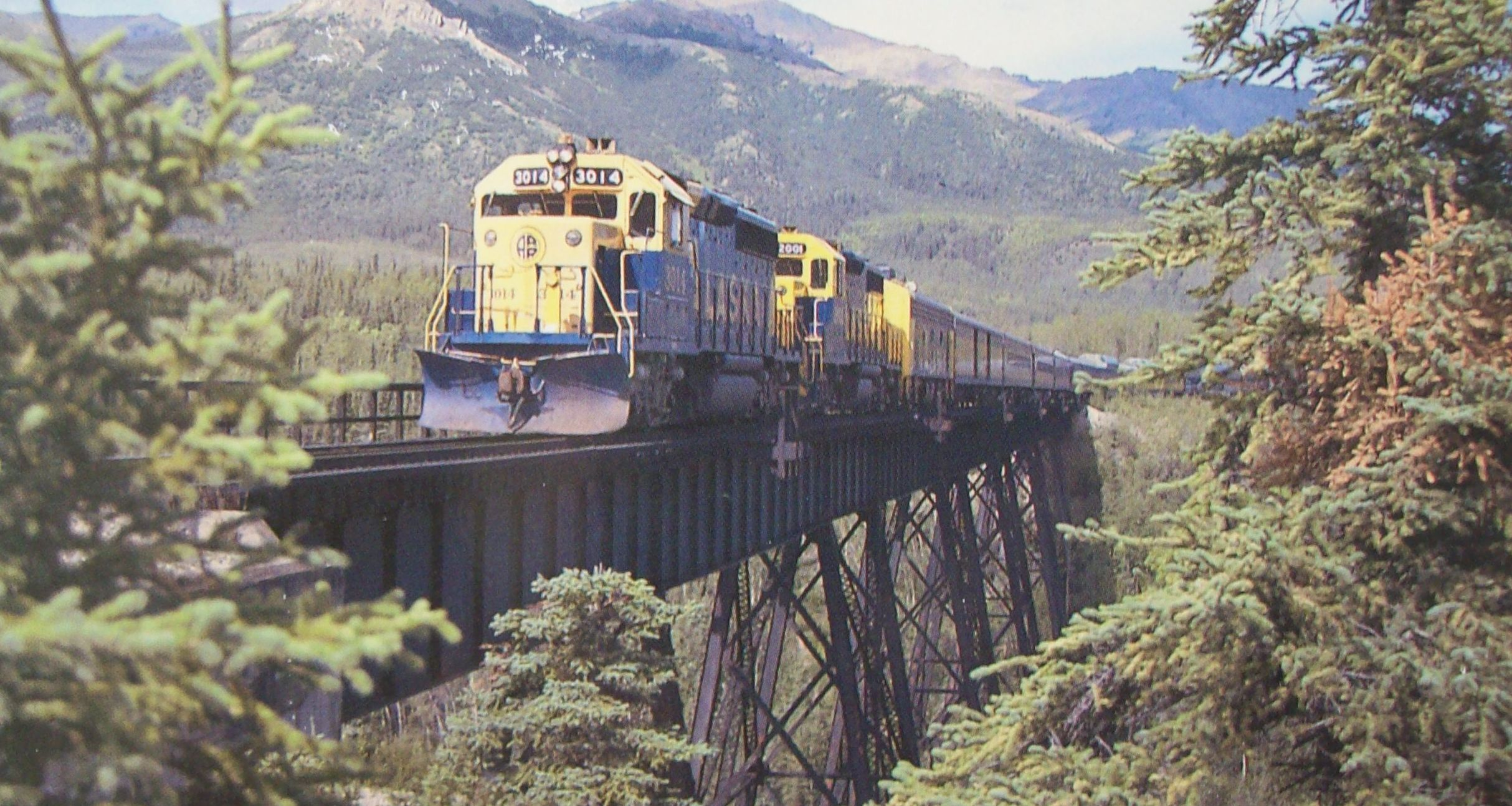
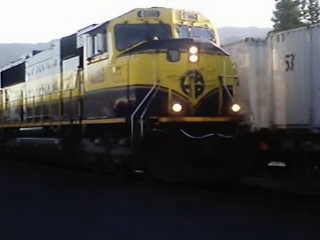
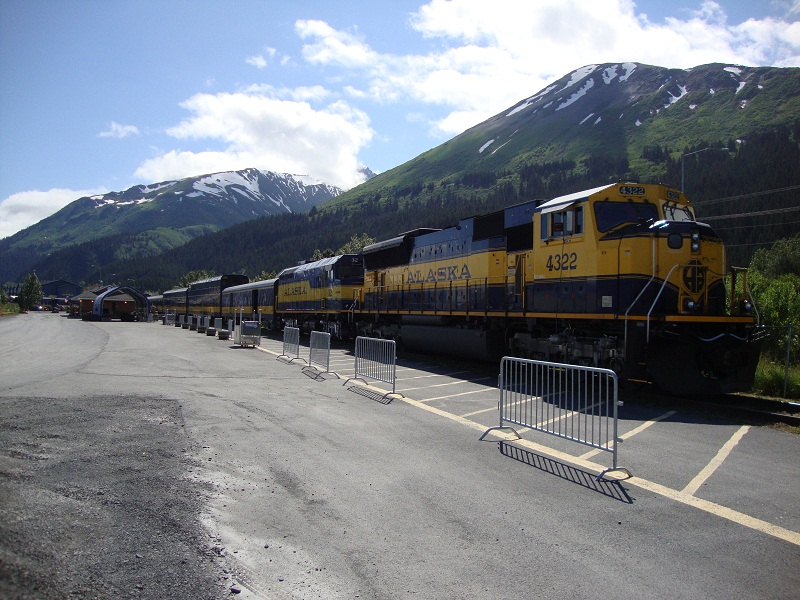